# Henna
Henna is een rode kleurstof die wordt gebruikt voor het verven van nagels, handen en haar. Deze vorm van lichaamsversiering komt voor als Mehndi in Arabische, Afrikaanse, Turkse en Indische culturen, maar wordt ook elders toegepast. Henna werd ook gebruikt als organische verfstof filo d'oro door 15e-eeuwse schilders in Italië.

## Herkomst
Henna wordt gewonnen uit de hennastruik, Lawsonia inermis, de enige soort in het geslacht Lawsonia. Het is een struik uit de kattenstaartfamilie (Lythraceae) die van nature voorkomt in Noord-Afrika, het Nabije Oosten en India. De hennastruik wordt al sinds ca. 3500 v. Chr. gekweekt. Van de bloemen kan parfum worden gemaakt, terwijl de kleurstof wordt gewonnen uit de groene herfstbladeren. Deze worden vermalen en vermengd met citroensap of een ander zwak zuur.
De actieve stof, lawsone, verbindt zich in het haar met de daar aanwezige eiwitten. Blond haar kleurt hierdoor rood, bruin haar wordt kastanjebruin, en grijs haar kleurt oranje.

## Zwarte henna
In 2005 waarschuwde de Nederlandse Voedsel- en Warenautoriteit (VWA) voor tijdelijke tatoeages met ‘black henna’, zwarte henna, die mensen tijdens vakanties laten aanbrengen. Tatoeages met zuivere henna vormen zelden een probleem en verdwijnen na enkele weken vanzelf. Voor een sneller en donkerder effect wordt soms p-fenyleendiamine (PPD) aan de henna toegevoegd, om het zogenaamde ‘black henna’ te maken. PPD kan ernstige allergische reacties veroorzaken met blijvende gevolgen. De VWA adviseert tatoeages met black henna te vermijden. Als gezegd wordt dat de opgebrachte pasta al na een uur verwijderd mag worden, gaat het zeker om black henna. Normaal gesproken moet de pasta zo lang mogelijk blijven zitten.

## Toevoegingen
Aan hennapoeder worden veelvuldig beitsen zoals de aromatische nitroamino-verbinding natriumpicramaat als kleuractivator en -stabilisator toegevoegd om afwijkende kleuren als mahogany (mahonie), auburn (kastanje) en blond te verkrijgen. Dergelijke stoffen kunnen het menselijk genetisch materiaal beschadigen.

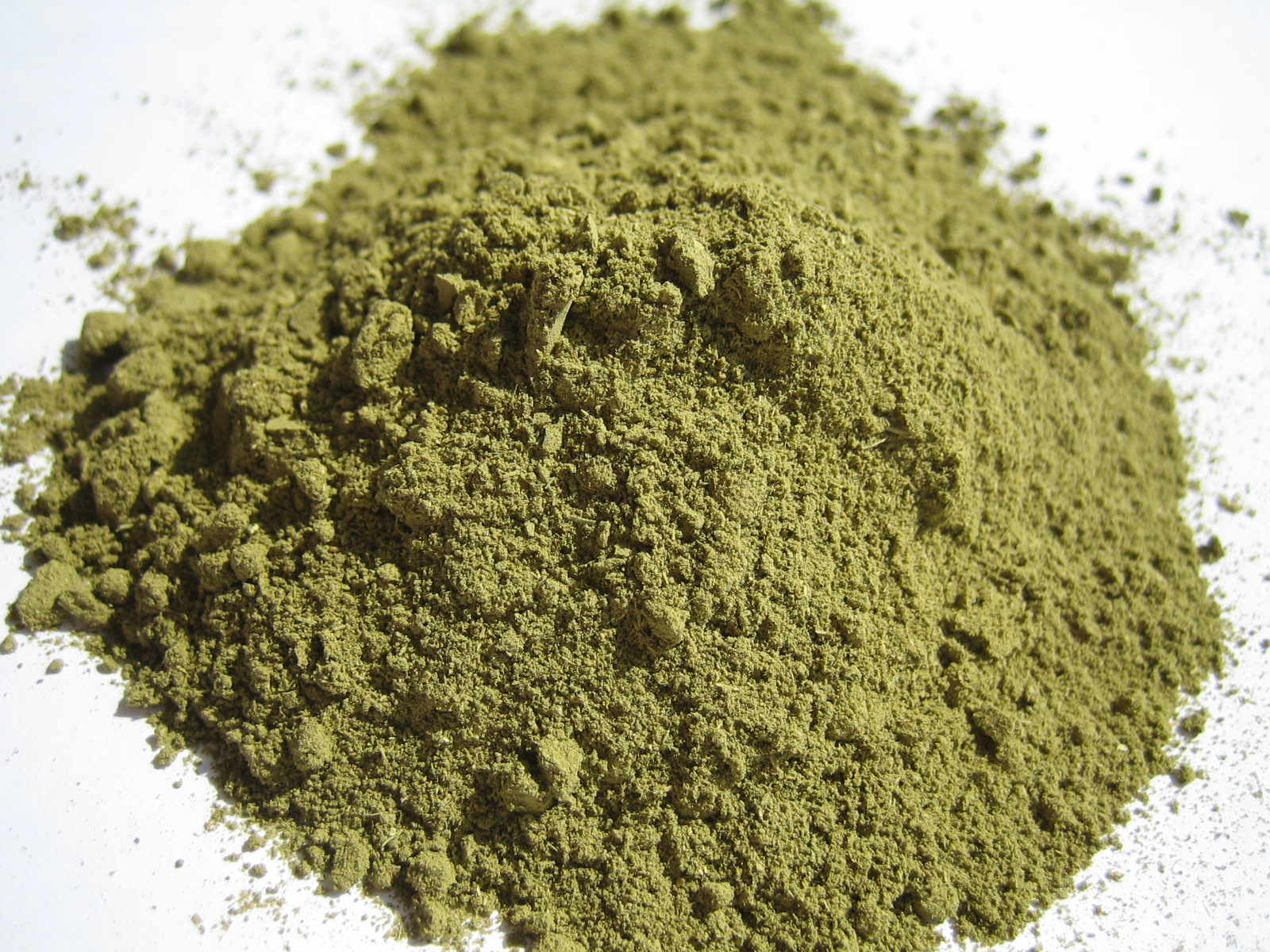
Hennapoeder voor het verven van haar

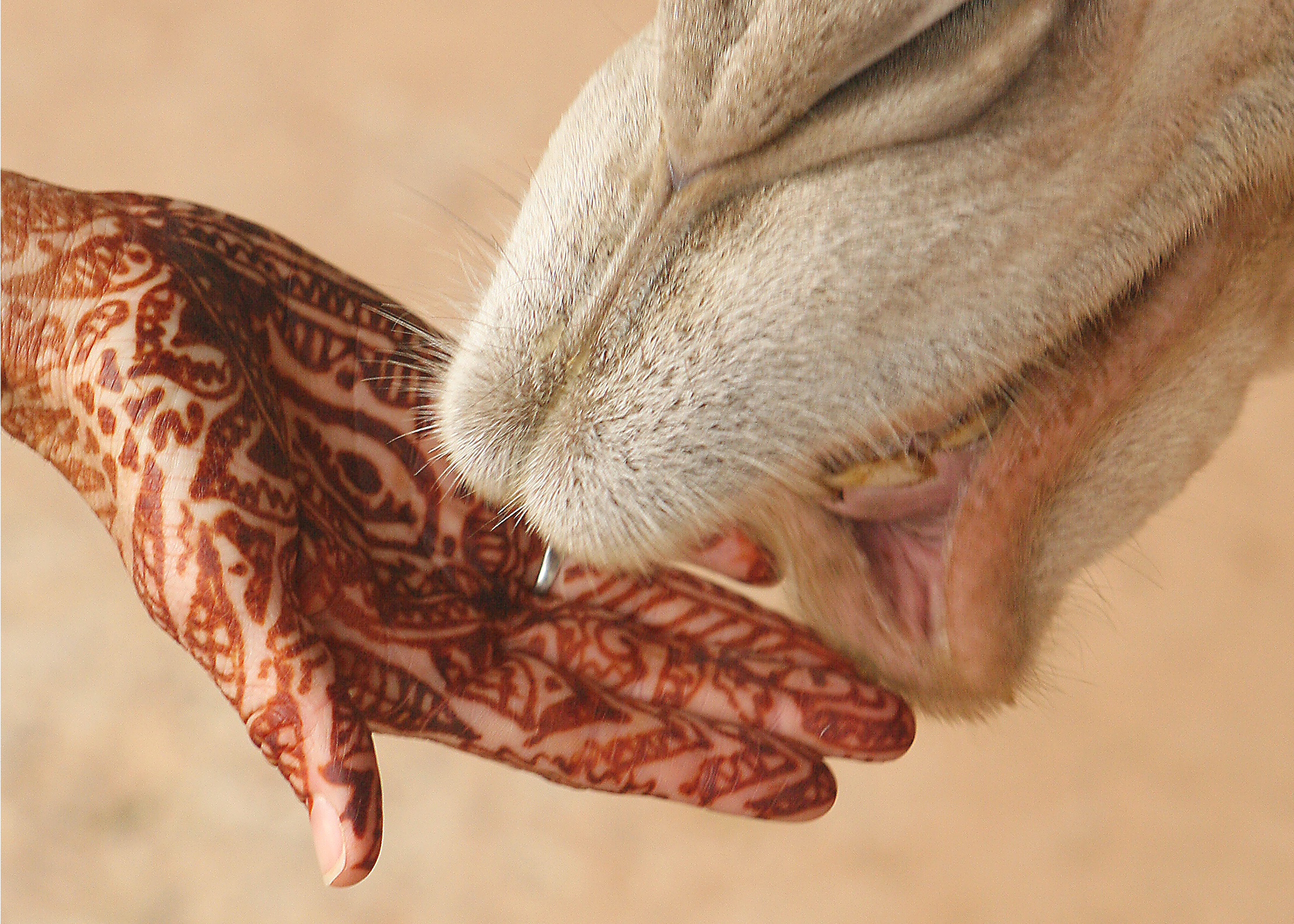
Geverfde hand bij kamelenbek

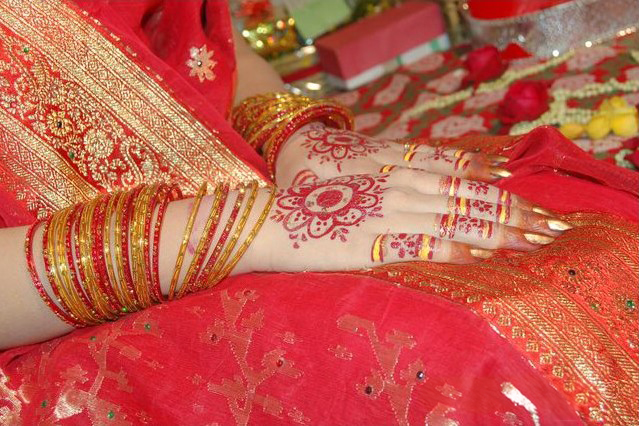
De handen van een bruid uit Bangladesh